# Енгелс (град)
Вижте пояснителната страница за други значения на Енгелс.
Енгелс (на руски: Энгельс) е град в Русия, административен център на Енгелски район, Саратовска област. Населението му към 1 януари 2018 е 226 176 души. Разположен е на река Волга.

## История
Наречен е на философа Фридрих Енгелс, а до 1931 е известен като Покровск. През 1931 става столица на Волжко-германската автономна съветска социалистическа република, която днес е част от Саратовска област.
Покровск е основан от украински заселници, а по времето на Екатерина Велика е заселен от германци. Днес е важно средище на волжко-германската култура.

## Промишленост
- Тролебусен завод „Тролза“;
- Завод за специализирани автомобили;
- OAO „Бош Саратов“. Бивш завод за тракторни запалителни свещи;
- Енгелски завод за транспортно машиностроене;
- Енгелски тръбен завод;
- „Хенкел-Юг“ (завод за миещи препарати).

## Личности
Хора свързани с град Енгелс са:
- Алфред Шнитке – руски композитор
- Юрий Гагарин – първият човек в историята на човечеството, който е летял в космоса на 12 април 1961

## Забележителности
- Здание читателска зала на Централната библиотека, построена през 1909 година
- Дом Петрова – построен в началото на XX век
- църква Св. Троица – построена в 1825 година
- Музеи: музей Л. А. Касиля, Енгелски краеведчески музей, музей Далней авиация